# Robinson Bay
Die Robinson Bay ist eine 15 km breite Bucht an der Küste des ostantarktischen Königin-Marie-Lands. Sie liegt auf der Südostseite der Davis-Halbinsel.
Teilnehmer der Australasiatischen Antarktisexpedition (1911–1914) unter der Leitung des australischen Polarforschers Douglas Mawson entdeckten sie. Mawson benannte sie nach L. Robinson, einem Geldgeber der Expedition.